# 马肯罗特
马肯罗特是德国莱茵兰-普法尔茨州的一个市镇。总面积4.90平方公里，总人口438人，其中男性214人，女性224人（2011年12月31日），人口密度89人/平方公里。